# Stellarimales
Ordre
Les Stellarimales sont un ordre d’algues de l'embranchement des Bacillariophyta (Diatomées), et de la classe des Coscinodiscophyceae.

## Liste des familles
Selon AlgaeBase (25 juillet 2022) :
- Gossleriellaceae Round, 1990
- Stellarimaceae V.A.Nikolaev ex P.A.Sims & G.R.Hasle, 1990
- Trigoniumaceae Glezer, 2019

## Systématique
Le nom correct complet (avec auteur) de ce taxon est Stellarimales Nikolaev & Harwood.
Selon DiatomBase, la famille des Stellarimaceae appartient à l'ordre des Coscinodiscales. 